# Manuel Pradal
Manuel Pradal (Aubenas, 22 de marzo de 1964–París, 13 de mayo de 2017) fue un director de cine y guionista francés.

## Biografía
Inició su carrera a comienzos de la década de 1990 con su película Canti. Su filme de 1997 Marie from the Bay of Angels compitió por el Tiger Award en el Festival Internacional de Cine de Róterdam. El director falleció el 13 de mayo de 2017 en París luego de una larga enfermedad, a los cincuenta y tres años.

## Filmografía
- 1991: Canti
- 1997: Marie from the Bay of Angels
- 2002: El misterio de Ginostra
- 2006: A Crime
- 2010: The Blonde with Bare Breasts
- 2013: Tom le cancre
- 2014: Benoît Brisefer: Les Taxis rouges